# Епіт
Епіт (дав.-гр. Αἴπυτος) 
Епіт — аркадський володар, син Гіппотоя, батько Кіпсела. Всупереч забороні богів увійшов до святилища Посейдона в Мантінеї, через що осліп і помер. 
Епіт — правнук першого, син Кресфонта (одного з Гераклідів ) та Меропи. Знищив узурпатора Поліфонта, повернув собі батьків трон у Мессенії і так мудро правив країною, що його нащадків стали звати не Гераклідами, а Епітідами; 
Епіт — аркадський володар, син Елата; загинув на полюванні від укусу змії та похований на місці своєї загибелі. 